# Justin Willis
Justin Willis (East Palo Alto, 9 luglio 1987) è un artista marziale misto statunitense.
Combatte nella divisione dei pesi massimi per l'organizzazione statunitense UFC. In precedenza ha militato nelle promozioni WSOF e IGF.

## Carriera nelle arti marziali miste

### Inizi
Willis debutta nelle MMA professionistiche nel 2012, mettendo insieme un record di 4-1 in circa quattro anni prima di approdare alla UFC.

### Ultimate Fighting Championship
Esordisce in UFC il 16 luglio 2017 a UFC Fight Night 113 contro James Mulheron, trionfando per decisione unanime; il 2 dicembre seguente, a UFC 218, si impone per KO sul poco quotato Allen Crowder.
Apre il 2018 con una vittoria ai punti su Chase Sherman a UFC Fight Night 128, che gli permette l'ingresso nella top 15 della federazione; il 2 dicembre mette a segno la vittoria più importante della carriera imponendosi per decisione unanime sull'ex campione K-1 e beniamino di casa Mark Hunt.
Il 2019 si apre invece con la prima sconfitta in UFC per mano di Curtis Blaydes, che si impone per decisione unanime il 23 marzo.

## Risultati nelle arti marziali miste
| Risultato | Record | Avversario       | Metodo                | Evento                                  | Data             | Round | Tempo | Città                      | Note                |
| --------- | ------ | ---------------- | --------------------- | --------------------------------------- | ---------------- | ----- | ----- | -------------------------- | ------------------- |
| Sconfitta | 8-1    | Curtis Blaydes   | Decisione (unanime)   | UFC Fight Night: Thompson vs. Pettis    | 23 marzo 2019    | 3     | 5:00  | Nashville, Stati Uniti     |                     |
| Vittoria  | 8-1    | Mark Hunt        | Decisione (unanime)   | UFC Fight Night: dos Santos vs. Tuivasa | 2 dicembre 2018  | 3     | 5:00  | Adelaide, Australia        |                     |
| Vittoria  | 7-1    | Chase Sherman    | Decisione (unanime)   | UFC Fight Night: Barboza vs. Lee        | 21 aprile 2018   | 3     | 5:00  | Atlantic City, Stati Uniti |                     |
| Vittoria  | 6-1    | Allen Crowder    | KO (pugni)            | UFC 218: Holloway vs. Aldo 2            | 2 dicembre 2017  | 1     | 2:33  | Detroit, Stati Uniti       |                     |
| Vittoria  | 5-1    | James Mulheron   | Decisione (unanime)   | UFC Fight Night: Nelson vs. Ponzinibbio | 16 luglio 2017   | 3     | 5:00  | Glasgow, Scozia            | Debutto in UFC      |
| Vittoria  | 4-1    | Julian Coutinho  | KO tecnico (pugni)    | WSOF 31                                 | 17 giugno 2016   | 2     | 0:30  | Mashantucket, Stati Uniti  |                     |
| Vittoria  | 3-1    | Rizvan Kuniev    | Decisione (unanime)   | Inoki Genome Fight 4                    | 29 agosto 2015   | 2     | 5:00  | Tokyo, Giappone            | Incontro openweight |
| Vittoria  | 2-1    | Yusuke Kawaguchi | KO tecnico (pugni)    | Inoki Bom-Ba-Ye 2014                    | 31 dicembre 2014 | 1     | 0:43  | Tokyo, Giappone            | Incontro openweight |
| Vittoria  | 1-1    | James Kirby      | KO tecnico (pugni)    | Global Knockout: The Return             | 14 giugno 2014   | 1     | N/A   | Jackson, Stati Uniti       |                     |
| Sconfitta | 0-1    | Henry Solis      | KO tecnico (gomitate) | ROF 43: Bad Blood                       | 2 giugno 2012    | 2     | 4:32  | Broomfield, Stati Uniti    |                     |